# سلاوشتیتسا
سلاوشتیتسا (به بلغاری: Slavshtitsa) یک منطقهٔ مسکونی در بلغارستان است که در شهرستان اوگارچین واقع شده‌است.